# Кепирли
Кепирли (Kepirli) — аул в Восточной Турции (регион Восточная Анатолия), ранее называвшийся Нурс. Располагается в иле Битлис, в районе Хизан. Нурс (Кепирли) известен как родина Саида Нурси. Во время Первой мировой войны территория района Хизан некоторое время была оккупирована русской армией. Население около 1000 человек